# Olocausto nello Stato Indipendente di Croazia

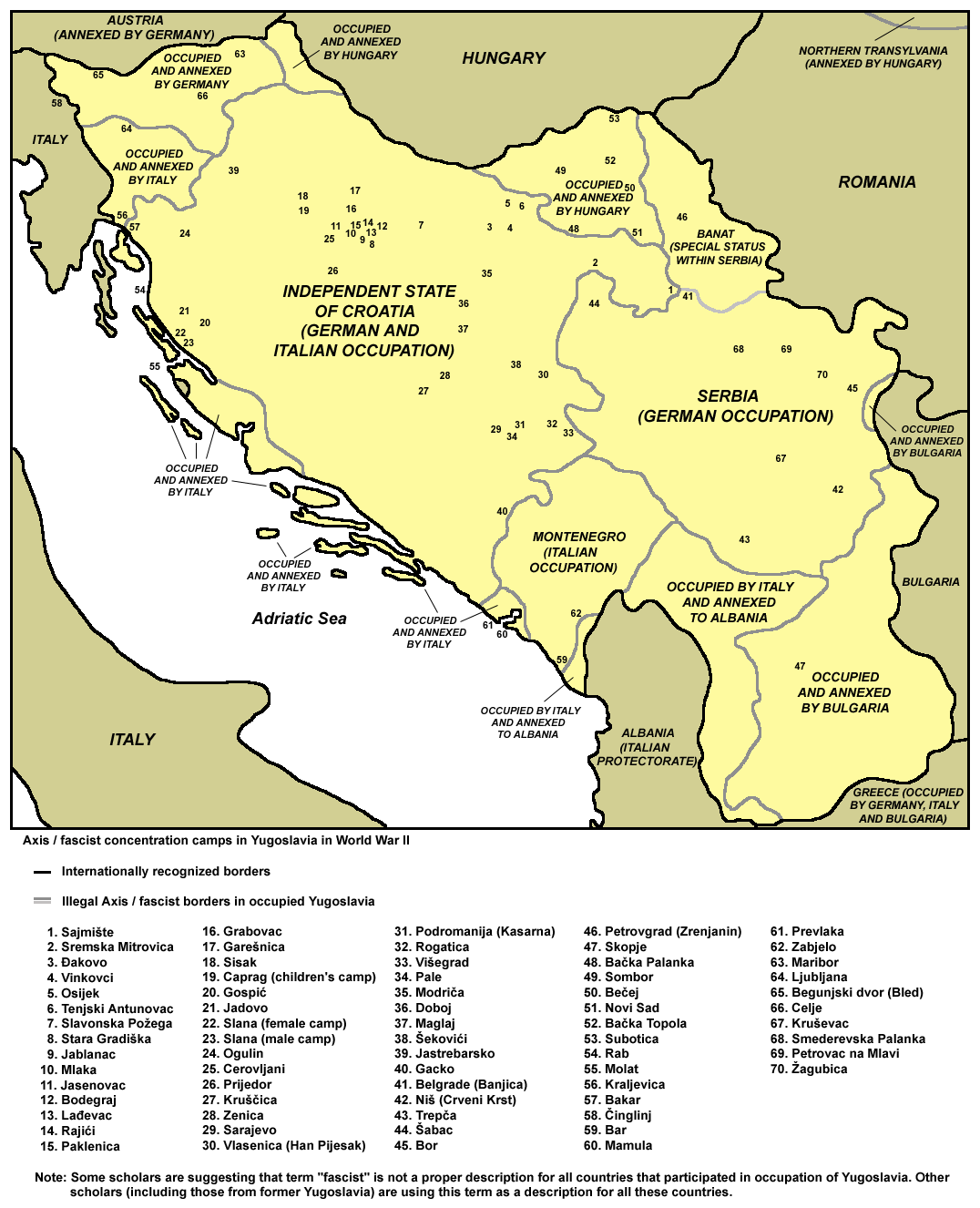
Campi di concentramento nello Stato indipendente di Croazia su una mappa di tutti i campi in Jugoslavia durante la seconda guerra mondiale.

L'Olocausto nello Stato Indipendente di Croazia rappresentò il genocidio principalmente degli ebrei, ma anche dei Serbi e dei popoli romaní (meglio noto come Porrajmos) all'interno dello Stato Indipendente di Croazia (in serbo-croato: Nezavisna Država Hrvatska, abbreviato in NDH), lo stato fantoccio fascista esistito durante la seconda guerra mondiale e guidato dal regime degli Ustascia; controllava l'area della Jugoslavia comprendente la maggior parte del territorio dell'odierna Croazia, l'intera Bosnia ed Erzegovina attuale e la parte orientale della Sirmia.
Lo United States Holocaust Memorial Museum afferma che dei 39.000 ebrei che vissero in NDH nel 1941, ne furono uccisi più di 30.000: di questi, 6.200 furono spediti nella Germania nazista e il resto fu ucciso nei campi di concentramento gestiti direttamente dagli Ustascia, come ad esempio nel caso di Jasenovac, infatti gli Ustascia erano le uniche forze quisling in Europa che gestivano i propri campi di sterminio con lo scopo di uccidere gli ebrei e gli appartenenti ad altri gruppi etnici. Della minoranza che riuscì a sopravvivere, circa 9.000 ebrei, il 50% riuscì unendosi ai partigiani o fuggendo nel territorio controllato dai partigiani.
A differenza dell'esercito nazionale polacco e degli altri gruppi di resistenza che non accettarono gli ebrei, i partigiani li accolsero con favore tanto che 10 ebrei jugoslavi furono riconosciuti come eroi nazionali, il più alto riconoscimento della seconda guerra mondiale. Anche i civili croati furono coinvolti nel salvataggio degli ebrei durante questo periodo: nel 2020, 120 croati sono stati riconosciuti come Giusti tra le nazioni.

## Contesto storico

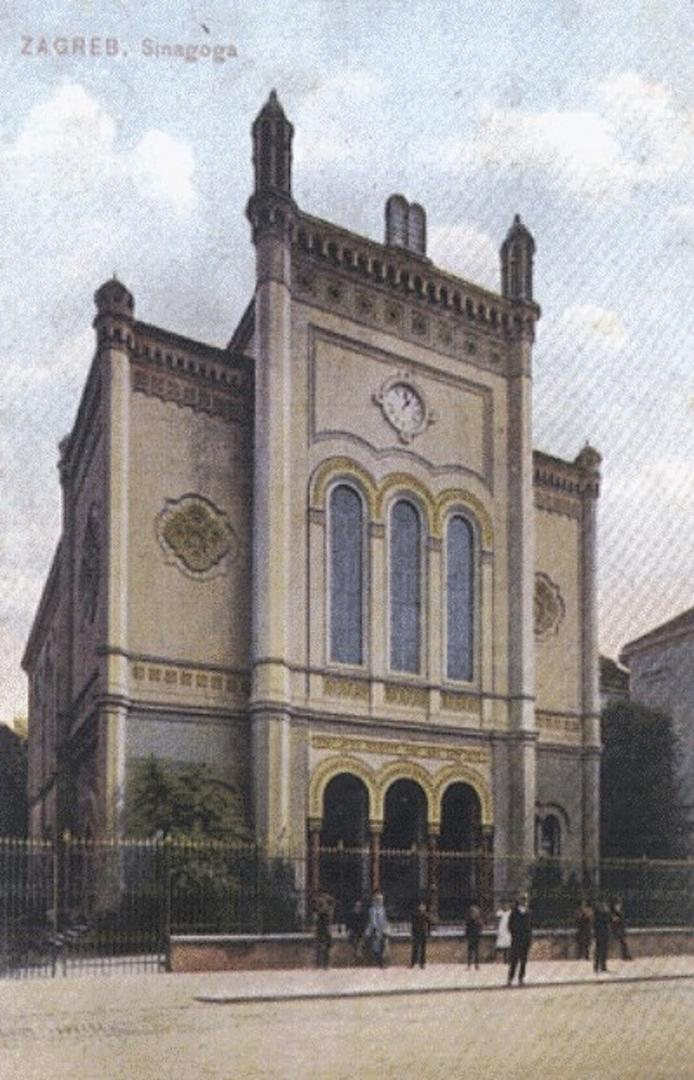
Cartolina del 1906 della sinagoga di Zagabria, la più grande della Croazia, distrutta dagli Ustascia nel 1941-1942.

Il 25 marzo 1941, il principe Paolo di Jugoslavia firmò il Patto Tripartito, alleando il Regno di Jugoslavia con le potenze dell'Asse. Il principe Paolo fu rovesciato e prese il potere un nuovo governo anti-tedesco sotto la guida di Pietro II e Dušan Simović. Questo nuovo governo ritirò il suo sostegno all'Asse, ma non ripudiò il Patto Tripartito. Nonostante questa scelta, le forze dell'Asse, guidate dalla Germania nazista, invasero la Jugoslavia nell'aprile 1941.
Lo Stato Indipendente di Croazia fu proclamato dagli Ustascia il 10 aprile 1941. All'interno del nuovo stato vivevano circa 40.000 ebrei, di cui solo 9.000 sarebbero sopravvissuti alla guerra. Sul territorio della Jugoslavia gli Ustascia erano l'unica forza quisling ad attuare le proprie leggi razziali e ad eseguire gli omicidi di massa degli ebrei nei propri campi di concentramento.
In Serbia e altrove nella Jugoslavia occupata, le uccisioni furono compiute interamente dai nazisti. Secondo Jozo Tomasevich, delle 115 organizzazioni religiose ebraiche esistenti nel 1940 in Jugoslavia solo quella di Zagabria sopravvisse alla guerra: a Zagabria vissero circa 11.500 ebrei e in 3.000 sopravvissero alla guerra. Lo storico Ivo Goldstein osserva che il 78% dei membri della comunità ebraica di Zagabria furono uccisi nell'NDH, la distruzione della sinagoga di Zagabria da parte degli Ustascia fu "l'annuncio più chiaro dei piani [Ustascia] per annientare completamente gli ebrei di Zagabria". Pur eliminando tutte le altre organizzazioni ebraiche, gli Ustascia costrinsero la comunità ebraica di Zagabria a pagare per il trasporto e per l'alimentazione degli ebrei nei campi di concentramento, mentre allo stesso tempo rubavano la gran parte degli aiuti.
Un caso speciale fu la comunità ebraica sefardita in Bosnia di 14.000 persone, che fuggì dall'Inquisizione spagnola nel 1492, e si stabilì in Bosnia sotto l'Impero Ottomano, sopravvivendo e prosperando per quasi 400 anni sotto i Turchi, l'Austria-Ungheria e il Regno di Jugoslavia, fino a quando la grande maggioranza fu sterminata dagli Ustascia e dai nazisti nello Stato indipendente di Croazia. Gli Ustascia e i nazisti sterminarono anche gli ebrei in Serbia, nell'annessa Sirmia orientale. Così quasi tutti i 450 ebrei nella città di Ruma furono uccisi nei campi di concentramento di Jasenovac e di Sajmište, con lo Stato Indipendente di Croazia che confiscò tutte le loro proprietà.
Già prima della guerra gli Ustascia avevano stretto legami con l'Italia fascista e la Germania nazista. Nel 1933 gli Ustascia presentarono "I diciassette principi", che proclamavano l'unicità della nazione croata, promuovevano i diritti collettivi sui diritti individuali e dichiaravano che le persone che non erano croate per razza e sangue, sarebbero state escluse dalla vita politica. Nel 1936, il leader degli Ustascia, Ante Pavelić, scrisse in "La questione croata":

## L'Olocausto

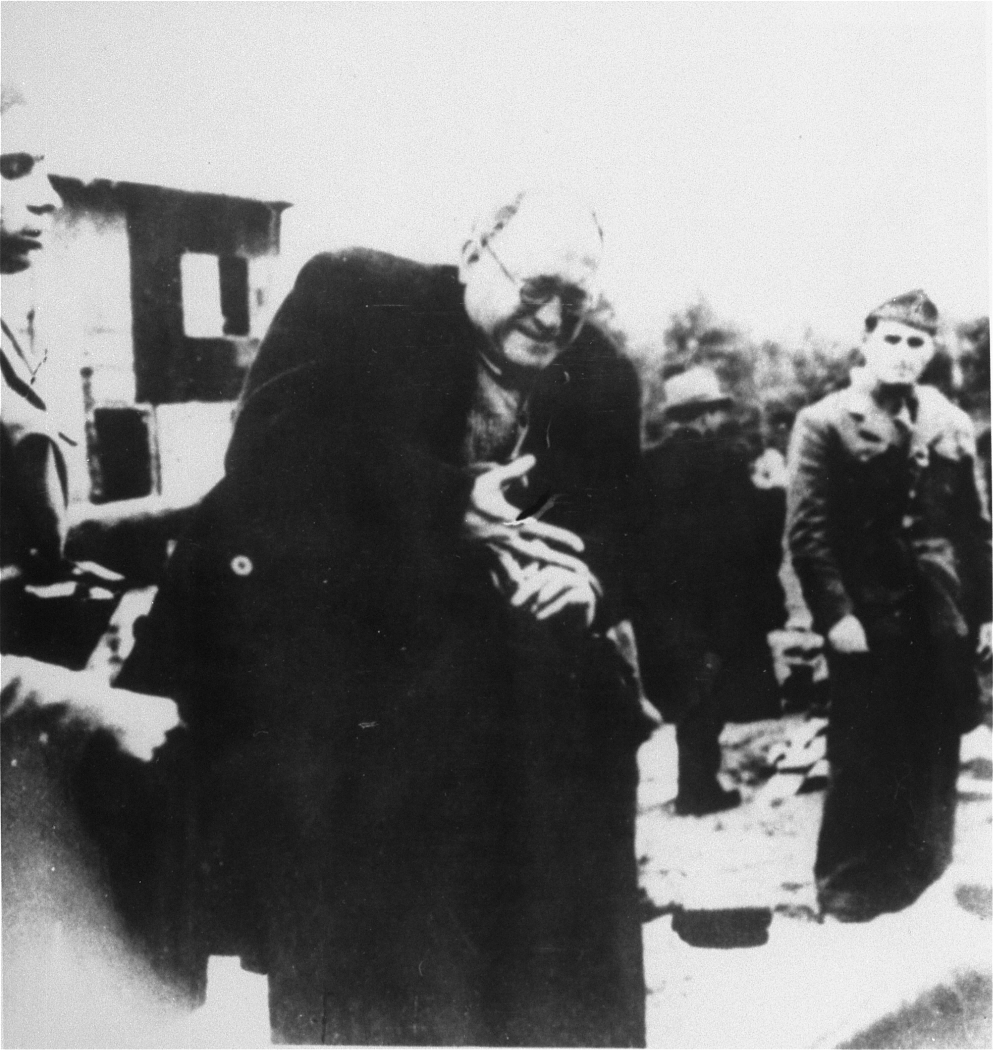
Un prigioniero ebreo è costretto a togliere il suo anello all'arrivo nel campo di concentramento di Jasenovac.

### La legislazione e l'inizio della persecuzione antisemita
Le principali leggi razziali nello Stato indipendente di Croazia, modellate sulle leggi razziali naziste, furono adottate e firmate il 30 aprile 1941: il Decreto Legge sulle Origini Razziali, il Decreto Legge sulla Protezione del Sangue Ariano e l'Onore del Popolo Croato, e la Disposizione Giuridica sulla Cittadinanza. Questi decreti definirono la figura dell'ebreo e tolsero i diritti di cittadinanza a tutti gli ebrei e ai rom. Entro la fine di aprile 1941, alcuni mesi prima che i nazisti adottassero delle misure simili in Germania, gli Ustascia richiederono a tutti gli ebrei di indossare un segno di riconoscimento, tipicamente la stella di David gialla.
Il 26 giugno 1941, Ante Pavelić emanò il Decreto e Ordine Straordinario, affermando:"Poiché gli ebrei diffondono notizie false con lo scopo di turbare la popolazione, e usando le loro note speculazioni per ostacolare l'approvvigionamento della popolazione, li consideriamo collettivamente responsabili e pertanto saranno trattati di conseguenza, oltre all'attuazione di misure penali e correzionali, in campi di prigionia a cielo aperto". Questo fu il segnale per le deportazioni di massa degli ebrei nei campi di concentramento degli Ustascia, promosse con campagne mediatiche, sotto lo slogan principale:"Non c'è spazio per gli ebrei nello Stato Indipendente di Croazia".
Le azioni contro gli ebrei iniziarono subito dopo la fondazione dello Stato Indipendente di Croazia. Il 10-11 aprile 1941, fu arrestato e tenuto in ostaggio dagli Ustascia un gruppo di importanti ebrei a Zagabria. Il 13 aprile lo stesso atto è avvenuto a Osijek, dove la folla di Ustascia e Volksdeutscher distrusse la sinagoga e il cimitero ebraico. La procedura di arresto e detenzione degli ebrei, per ottenere gli ingenti riscatti, fu ripetuta più volte nel 1941 e nel 1942 nei confronti dei diversi gruppi di ebrei, mentre furono presto avviate anche le deportazioni su larga scala degli ebrei nei campi di concentramento degli Ustascia.
Il 10 ottobre 1941 gli Ustascia proclamarono il Decreto Legge sulla nazionalizzazione dei beni degli ebrei e delle compagnie ebraiche, confiscando in questo modo tutti i beni ebraici.

### La propaganda antisemita
Gli Ustascia avviarono fin da subito un'intensa propaganda antisemita. Il giorno dopo la firma delle leggi razziali, il 30 aprile 1941, il quotidiano del movimento Ustascia, Hrvatski narod, pubblicò in tutta la sua prima pagina:"Il sangue e l'onore del popolo croato protetto dalle disposizioni speciali".

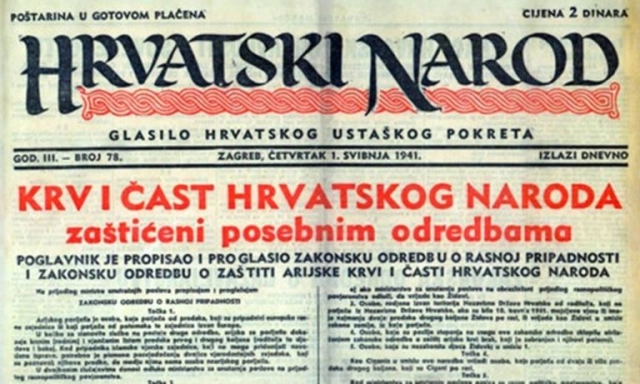
Il quotidiano ustascia proclama le leggi razziali, osservando che il leader, Ante Pavelić, ha firmato le disposizioni legali sull'affiliazione razziale, sulla protezione del sangue ariano e sull'onore del popolo croato

Due giorni dopo, il quotidiano Novi list concluse che i croati dovevano "essere più vigili di qualsiasi altro gruppo etnico per proteggere la loro purezza razziale, [...] Dobbiamo mantenere il nostro sangue pulito dagli ebrei". Il giornale scrisse anche che gli ebrei sono sinonimo di "tradimento, inganno, avidità, immoralità ed estraneità", e quindi "una ampia fascia del popolo croato ha sempre disprezzato gli ebrei e ha provato nei loro confronti una naturale repulsione". Nova Hrvatska ha aggiunto che, secondo il Talmud, "questa fonte tossica e calda di malvagità e malizia ebraica, l'ebreo è libero persino di uccidere i gentili".
Una delle principali affermazioni della propaganda degli Ustascia fu che gli ebrei sono sempre stati contro uno stato croato indipendente e contro il popolo croato. Nell'aprile 1941, il quotidiano Hrvatski narod accusò gli ebrei di essere responsabili "dei tanti fallimenti e disgrazie di così tanti croati", cosa che portò il Poglavnik (il leader degli Ustascia, Ante Pavelić) a "sradicare questi mali". Un articolo di Spremnost affermò che il movimento Ustascia definì "l'ebraismo come uno dei più grandi nemici del popolo".
Anche nella Chiesa cattolica ci fu chi aderì alla propaganda antisemita, ad esempio il vescovo cattolico di Sarajevo, Ivan Šarić, pubblicò sul suo giornale diocesano che "il movimento per la liberazione del mondo degli ebrei, rappresenta il movimento per il ripristino della dignità umana. Dietro questo movimento c'è Dio onnisciente e onnipotente”. E nel luglio del 1941, il sacerdote francescano Dionysius Juričev, in Novi list scrisse che «uccidere un bambino di sette anni non è più un peccato».

### I campi di concentramento degli Ustascia

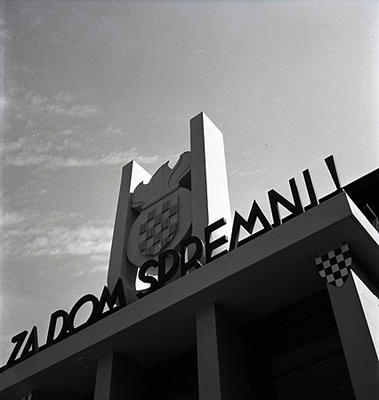
Il campo di transito nel vecchio quartiere fieristico di Zagabria da cui molti ebrei venivano spediti nei campi di sterminio ("Za dom spremni!" è l'equivalente Ustascia per "Sieg Heil!")

Già nell'aprile 1941, gli Ustascia istituirono i campi di concentramento di Danica vicino a Koprivnica, di Kruščica vicino a Travnik e Kerestinec, dove insieme ai comunisti e agli altri oppositori politici, gli Ustascia imprigionarono gli ebrei.
Nel maggio 1941, gli Ustascia radunarono 165 giovani ebrei a Zagabria, di età compresa tra 17 e 25 anni, la maggior parte dei quali membri del club sportivo ebraico Makabi, e li inviarono al campo di concentramento di Danica, di questi tutti tranne 3 furono uccisi dagli Ustascia.
Tra maggio e giugno gli Ustascia stabilirono dei nuovi campi, principalmente per gli ebrei che arrivarono in Croazia come rifugiati dalla Germania e dai paesi che la Germania aveva precedentemente occupato, alcuni di questi furono rapidamente uccisi. Anche i gruppi più numerosi di ebrei furono arrestati e mandati nei campi di Ustascia come nel caso di Zagabria (22 giugno), Bihac (24 giugno), Karlovac (27 giugno), Sarajevo, Varaždin, Bjelovar, ecc.

### I campi dell'isola di Gospić-Jadovno-Pag
L'8 luglio 1941, gli Ustascia ordinarono che tutti gli ebrei arrestati fossero inviati a Gospić, da dove portarono le vittime nei campi di sterminio di Jadovno sul Velebit, di Slana e di Metajna sull'isola di Pag, dove ci furono le esecuzioni di massa. Come parte di questo piano, il 12 luglio 1941 gli Ustascia arrestarono tutti gli ebrei di Varaždin e li mandarono nel campo di concentramento di Gospič. In un articolo del quotidiano Hrvatski narod, gli Ustascia proclamarono Varaždin come la prima città ripulita dagli ebrei.
Lo storico Paul Mojzes elenca 1.998 ebrei, 38.010 serbi e 88 croati uccisi a Jadovno con i relativi motivi dell'esecuzione, tra cui 1.000 bambini. Altre fonti generalmente offrono una cifra tra 10.000 e 68.000 morti nel sistema di campi di Jadovno, con stime del numero di morti ebrei che vanno da diverse centinaia a 2.500 e fino a 2.800 individui.
Il canonico cattolico di Pag scrisse che gli Ustascia uccisero 12.000 persone nei soli campi dell'isola di Pag, "in ogni sorta di modi bestiali", di cui 4.000 persone tra donne e bambini, inoltre tennero anche i registri delle donne detenute violentate. In risposta alle segnalazioni locali di masse di cadaveri presenti sulle montagne del Velebit che avvelenavano l'acqua potabile, un'équipe medica dell'esercito italiano scoprì molte fosse comuni di civili in tutto il Velebit e sull'isola di Pag. Poiché l'omicidio di massa degli Ustascia alimentò la resistenza partigiana, gli italiani costrinsero gli Ustascia nell'agosto 1941 a ritirarsi dalla loro zona di occupazione, chiudendo il sistema di campi di sterminio dell'isola di Gospić-Jadovno-Pag.

### Il campo di Jasenovac-Stara Gradiška
Nell'agosto del 1941, gli Ustascia fondarono il campo di concentramento di Jasenovac, uno dei più grandi d'Europa, che comprese anche il campo di concentramento di Stara Gradiška per le donne e i bambini. Jasenovac fu molto più barbaro dei campi gestiti dai nazisti tedeschi poiché i prigionieri vennero spesso torturati e molti degli omicidi vennero commessi manualmente usando martelli, asce e coltelli.
Lo United States Holocaust Memorial Museum stima attualmente che il regime degli Ustascia abbia ucciso tra le 77.000 e le 99.000 persone nel sistema di campi di Jasenovac tra il 1941 e il 1945. Il Memoriale di Jasenovac cita una cifra simile, tra le 80.000 e le 100.000 vittime. Di questi, lo United States Holocaust Memorial Museum afferma che almeno 20.000 furono ebrei.
Il sito del memoriale di Jasenovac elenca i nomi di 83.145 vittime, inclusi 13.116 ebrei, 16.173 rom, 47.627 serbi, 4.255 croati, 1.128 bosniaci musulmani, e altri. Delle 83.145 vittime di Jasenovac totali, 20.101 furono bambini di età inferiore ai 12 anni e 23.474 furono donne.

### Gli altri campi di concentramento degli Ustascia
Il sistema di campi creati dagli Ustascia per raccogliere, trattenere e trasportare gli ebrei nei campi di sterminio nazisti, incluse:
- Campi di transito di Zagabria. Il primo campo di transito fu creato nel giugno 1941 nel quartiere fieristico di Zagabria in via Savska (l'attuale Centro studentesco di Zagabria).[38] Da qui furono mandati a morte 2.500 ebrei nei campi dell'isola di Jadovno-Pag nel giugno-agosto 1941.[30] Poiché i passanti potevano vedere cosa stava succedendo, gli Ustascia stabilirono il campo di Zavratnica nella remota Zagabria orientale,[39] per spostare molti ebrei da Zagabria a Jasenovac.
- Kruščica. Vicino a Vitez, in Bosnia, fu creato un campo di transito in cui gli Ustascia detenevano da 3.000 a 5.000 prigionieri, il 90% dei quali ebrei bosniaci, dopo che gli italiani chiusero il sistema dei campi di sterminio degli Ustascia dell'isola di Jadovno-Pag.[40] La maggior parte di questi prigionieri furono successivamente trasferiti nei campi di concentramento di Djakovo, Loborgrad e Jasenovac.
- Dakovo. Gli Ustascia fondarono il campo di concentramento di Djakovo nell'autunno del 1941. Ospitò 3.800 tra donne e bambini ebrei, principalmente da Sarajevo e Zagabria.[41] Le donne e i bambini morirono di fame e furono picchiati, 800 di loro morirono nel campo. Nel giugno 1942, 3.000 donne e bambini ebrei rimasti furono spediti a Jasenovac, dove gli Ustascia li uccisero con estrema crudeltà.[41]
- Loborgrad. Questo campo di concentramento conteneva 1.700 donne e bambini ebrei e 300 serbi, di cui 300 bambini.[42] Molti furono deportati dal campo di Krušica, più alcuni direttamente da Zagabria. Fino a 200 sono morti nel campo a causa dei maltrattamenti e delle malattie. Nell'agosto 1942, gli Ustascia consegnarono tutti i bambini e le donne ebrei sopravvissuti ai tedeschi, che li portarono ad Auschwitz.[43]
- Tenja. Vicino a Osijek, gli Ustascia costrinsero la comunità ebraica locale a finanziare e costruire il proprio campo di concentramento con i lavori forzati.[44] 3.000 ebrei di Osijek e delle aree circostanti vi furono portati nel giugno 1942.[44] A causa del sovraffollamento e della mancanza di cibo, le condizioni nel campo erano estremamente insopportabili: nell'agosto 1942 tutti gli ebrei del campo furono trasferiti a Jasenovac e Auschwitz.[44]

### Ebrei inviati nei campi nazisti
Gli Ustascia chiesero ripetutamente ai nazisti di spedire gli ebrei dalla NDH nell'Europa orientale, la prima richiesta fu fatta nell'ottobre 1941. I tedeschi inizialmente rifiutarono, le prime spedizioni iniziarono solo nell'agosto 1942, e un anno dopo, gli Ustascia avevano completamente assassinato in massa gli ebrei presenti nei loro stessi campi di concentramento. I dati sul numero di ebrei inviati nei campi nazisti sono stati ricavati dalle somme di denaro che gli Ustascia pagarono ai nazisti per ogni ebreo trasportato nei campi di sterminio tedeschi, in cambio della confisca delle proprietà ebraiche degli Ustascia. Quindi, secondo le statistiche del quartier generale delle SS di Himmler, in tutto il 1942 l'NDH pagò i nazisti per spedire 4.927 ebrei dell'NDH nei campi di sterminio tedeschi. Di questi, la polizia di Zagabria arrestò 1.700 ebrei nell'agosto 1942, nel mezzo di un'intensa propaganda antisemita sulla stampa degli Ustascia.
Gli Ustascia tennero la maggior parte di loro nel ginnasio Zagabria di via Križančeva, e poi li portarono alla stazione ferroviaria principale di Zagabria per spedirli ad Auschwitz. Il resto dei 4.927 arrivarono in Germania dai campi di concentramento di Tenja e Loborgrad. I dati indicano 1.200 ulteriori ebrei arrestati dagli Ustascia e dai nazisti e spediti in Germania attraverso i campi di transito degli Ustascia nelle deportazioni finali del maggio 1943, per un totale di 6.200 persone (non ci furono deportazioni successive, poiché la maggior parte degli ebrei dell'NDH furono precedentemente uccisi, e nel 1941 gli ebrei furono deportati e uccisi solo nei campi di sterminio di Ustascia).
Questi 6.200 ebrei deportati in Germania (alcuni dei quali sono sopravvissuti) si confrontano con le stime di 30.000 vittime ebree totali nell'NDH, e confermando quindi la teoria di Zerjavić e altri che stimano che la grande maggioranza degli ebrei siano stati uccisi dagli Ustascia nell'NDH, in particolare la maggior parte nell'agosto 1942. Di conseguenza, in un incontro in Ucraina nel settembre 1942, il leader degli Ustascia Ante Pavelić disse ad Adolf Hitler che "la questione ebraica è praticamente risolta in gran parte della Croazia".

### Altri eventi
La distruzione della sinagoga sefardita Il Kal Grande di Sarajevo avvenne per opera dei soldati nazisti tedeschi e dei loro alleati locali Ustascia subito dopo il loro arrivo in città il 15 aprile. L'Haggadah di Sarajevo fu il più importante artefatto sopravvissuto a questo periodo, portato di nascosto da Sarajevo e salvato dai nazisti e dagli Ustascia dal capo bibliotecario del Museo Nazionale, Derviš Korkut. La demolizione della sinagoga di Zagabria fu ordinata dal sindaco Ivan Werner e portata avanti dal 10 ottobre 1941 all'aprile 1942. Le due squadre di calcio ebraiche, lo ŽGiŠK Makabi Zagreb e lo ŽŠK Makabi Osijek, furono bandite nel 1941.
Nell'aprile 1942, gli ebrei di Osijek furono costretti a costruire un "insediamento ebraico" a Tenja, in cui furono radunati insieme agli altri ebrei della regione circostante. Circa in 3.000 furono trasferiti a Tenja tra giugno e luglio 1942. Da Tenja, 200 ebrei furono trasportati nel campo di concentramento di Jasenovac e 2.800 ebrei furono trasportati nel campo di concentramento di Auschwitz.
Nel febbraio 1942 il Ministro dell'Interno Andrija Artuković, in un discorso al parlamento croato, dichiarò che:
Il 5 maggio 1943, il leader delle SS Heinrich Himmler fece una breve visita a Zagabria in cui tenne diversi colloqui con Ante Pavelić. A partire dal 7 maggio, ci fu una retata degli ebrei rimasti a Zagabria effettuata dalla Gestapo sotto il comando di Franz Abromeit. Durante questo periodo, l'arcivescovo Stepinac offrì al rabbino capo di Zagabria Miroslav Šalom Freiberger un aiuto per sfuggire alla retata, che alla fine rifiutò. L'operazione durò per tutta la settimana successiva e portò alla cattura di 1.700 ebrei da Zagabria e 300 dall'area circostante. Tutte queste persone furono portate nel campo di concentramento di Auschwitz.
Dopo la capitolazione dell'Italia l'8 settembre 1943, la Germania nazista annesse le province italiane di Pola e Fiume nella sua Zona d'operazioni del Litorale adriatico. Il 25 gennaio 1944, i tedeschi demolirono la sinagoga ebraica di Fiume.
La regione del Međimurje fu annessa al Regno d'Ungheria nel 1941. Nell'aprile 1944, gli ebrei del Međimurje furono portati in un campo a Nagykanizsa dove furono trattenuti fino al loro spostamento ad Auschwitz. Si stima che circa 540 ebrei del Međimurje furono assassinati ad Auschwitz, mentre 29 furono assassinati a Jasenovac.

## Altre etnie

### Serbi
Molti storici descrivono le uccisioni di massa dei serbi da parte degli Ustascia come conformi alla definizione di genocidio. Ai serbi furono applicate alcune delle leggi razziali, importate dalla Germania, come agli ebrei ed ai rom. Vladimir Žerjavić stima che nello Stato Indipendente di Croazia furono uccisi 322.000 serbi su una popolazione totale di 1,8 milioni: fu così che fu ucciso un serbo su sei, la percentuale più alta in Europa, dopo ebrei e rom. Di questi Žerjavić stima che circa 78.000 serbi furono uccisi a Jasenovac e negli altri campi degli Ustascia. Secondo lo United States Holocaust Memorial Museum furono uccisi tra 320.000 e 340.000 serbi.

### Rom
Il regime degli Ustascia avviò la persecuzione dei rom nel maggio 1942: intere famiglie furono arrestate e trasportate nel campo di concentramento di Jasenovac, dove furono uccise immediatamente o nel giro di pochi mesi.
Le stime del numero delle vittime, secondo Vladimir Žerjavić, variano dalle 16.000 a 40.000 persone. Il memoriale di Jasenovac, in Croazia, elenca i nomi di 16.173 rom uccisi nel campo di concentramento, molte altre vittime probabilmente non furono registrate a causa del loro modo di vivere.
Lo storico tedesco Alexander Korb e lo United States Holocaust Memorial Museum stimano almeno 25.000 vittime tra i rom, che rappresentano la quasi totalità della popolazione rom esistente nello Stato Indipendente di Croazia.

## Abolizione delle leggi razziali
Il 5 maggio 1945, solo 3 giorni prima che i partigiani liberassero Zagabria, e pochi giorni dopo aver finito di assassinare in massa gli ultimi 3.000 prigionieri a Jasenovac, tra cui 700 ebrei, gli Ustascia in fuga dichiararono il Zakonska odredba o izjednačavanju pripadnika NDH s obzirom na rasnu pripadnost (Decreto Legge sull'Equiparazione dei Membri dell'NDH Basata sull'Origine Razziale) che abrogò le leggi razziali in base alle quali gli Ustascia sterminarono la stragrande maggioranza degli ebrei, dei rom e di molti serbi durante il corso della guerra.

## Numero di vittime
Lo United States Holocaust Memorial Museum elenca il seguente numero di vittime nello Stato Indipendente di Croazia:
- 32.000 ebrei,[36] nello specifico tra i 12.000 e i 20.000 ebrei uccisi nella rete dei campi di Jasenovac;[63]
- almeno 25.000 rom, o virtualmente l'intera popolazione rom, nello Stato Indipendente di Croazia;[63]
- tra 320.000 e 340.000 serbi, di cui la maggior parte uccisi dalle autorità degli Ustascia.[63]

Slavko Goldstein stima che circa 30.000 ebrei furono uccisi nello Stato Indipendente di Croazia. La ricerca di Vladimir Žerjavić ha prodotto una stima tra le 25.800 e le 26.700 vittime ebree, di cui si stima che 19.000 siano state uccise dagli Ustascia in Croazia e Bosnia, e il resto sia stato ucciso all'estero.
Della comunità ebraica prebellica di Zagabria, con i suoi 9.467 membri, i dati raccolti dalla comunità ebraica di Zagabria mostrano che solo 2.214 dei suoi membri sono riusciti a sopravvivere, il che significa che il 78% di loro fu ucciso nell'Olocausto.
Dopo la guerra, circa il 60% degli ebrei jugoslavi sopravvissuti emigrò in Israele. Secondo Naida Michal Brandl il numero di ebrei sopravvissuti fu compreso tra 2.214 e più di 3.000 persone. I dati israeliani dimostrano che su una popolazione totale prebellica di 39.000 ebrei in quello che divenne lo Stato Indipendente di Croazia, solo 3.694 ebrei riuscirono a sopravvivere all'Olocausto ed emigrare in Israele: 2.747 dalla Croazia più 947 dalla Bosnia.

### Sopravvissuti
Secondo la stima di Marica Karakaš Obradov, il numero di ebrei sopravvissuti sarebbe compreso tra 9.000 e 12.000 persone mentre secondo Slavko Goldstein quel numero è di 11.589 ebrei.
Circa 5.000 ebrei riuscirono a fuggire dalla regione sotto il controllo Ustascia-nazista nel territorio controllato dagli italiani, da dove gli stessi italiani avevano espulso gli Ustascia, dopo l'omicidio di massa di 24.000 persone, per lo più serbi, ma anche 2.500 ebrei nel sistema di campi di concentramento di Jadovno - Isola di Pag, nel luglio-agosto 1941, perché questo massacro alimentò la resistenza partigiana. Tutti questi ebrei furono detenuti nei campi di internamento italiani, la maggior parte, circa 3.500 individui, sull'isola di Rab. Dopo la capitolazione italiana del 1943, l'area fu riconquistata dai nazisti e dagli Ustascia, e alcuni ebrei furono catturati e uccisi, ma non tutti i 5.000 sopravvissuti (la cifra dei 5.000 incluse alcuni ebrei dalla Serbia, fuggiti in territorio italiano, quindi non tutti i sopravvissuti erano ebrei dell'NDH).
Il maggior numero è riuscito a sopravvivere unendosi ai partigiani. Dei 3.500 ebrei nel campo italiano dell'isola di Rab, 3.151 si unirono ai partigiani (1.339 come combattenti, 1.812 come non combattenti), di cui 2.874 sopravvissero alla guerra, il resto furono uccisi dagli Ustascia e dagli attacchi nazisti. Complessivamente, in Croazia e Bosnia, 3.143 ebrei dell'NDH si unirono ai partigiani, di cui 804 furono uccisi e 2.339 riuscirono a sopravvivere. Altri 2.000 ebrei non combattenti riuscirono a sopravvivere fuggendo in territorio partigiano, per un totale di 4.339 ebrei salvati dai partigiani, o quasi la metà dei 9.000 ebrei sopravvissuti nell'NHD.
In proporzione rappresentò "la più grande partecipazione ebraica ai movimenti di resistenza in Europa, e anche proporzionalmente il maggior numero di ebrei salvati dalla resistenza antifascista".
Le commissioni jugoslave del dopoguerra stimarono che tra i 25.000 e i 26.000 ebrei furono uccisi solo nei campi di concentramento dell'NDH. Tuttavia, il numero totale di ebrei che vivevano nell'NDH nell'aprile 1941 era solo di 39.000 persone (secondo la stima di Romano nel 1980). Migliaia di loro furono deportati nei campi di concentramento tedeschi nell'Europa orientale, altre migliaia fuggirono nelle aree sotto il controllo italiano e migliaia di altri si unirono ai partigiani e sopravvissero all'Olocausto, secondo Jozo Tomasevich, un bilancio così alto di vittime è statisticamente impossibile.
Il lavoro più recente di Ivo Goldstein contraddice Tomasevich, notando come 4.339 ebrei sopravvissero con i partigiani. 5.000 ebrei fuggirono in territorio italiano, ma di questi 3.500 ebrei dell'isola di Rab sopravvissero unendosi ai partigiani o furono uccisi dagli Ustascia-nazisti. Ciò lascia al massimo 1.500 ebrei aggiuntivi non dell'isola di Rab nel territorio italiano. Quindi, sommando questi 1.500 ai 4.339 ebrei sopravvissuti con i partigiani, si ottiene un massimo di 5.839 ebrei sopravvissuti con i partigiani e/o sul territorio italiano (dei 1.500, il prof. Goldstein afferma che alcuni furono uccisi anche dagli ustascia-nazisti, e il numero di ebrei sul territorio italiano comprendeva alcuni ebrei non NDH, quindi meno di 5.839 ebrei NDH totali sopravvissero in questo modo). Ai 5.839 vanno aggiunti i 6.000 - 7.000 ebrei NDH spediti in Germania dagli Ustascia-nazisti.

### Per sito
Il sito commemorativo di Jasenovac conserva i nomi di 13.116 ebrei uccisi nel campo di concentramento di Jasenovac.

## Campi di concentramento
- Campo di concentramento di Jadovno
- Campo di concentramento di Jasenovac
- Campo di concentramento di Sisak
- Campo di concentramento di Stara Gradiška
- Campo di concentramento di Lobor
- Campo di concentramento di Sajmište, gestito dall'esercito tedesco in Serbia
- Campo di concentramento di Tenja

## Persone notevoli

### Vittime
- Lea Deutsch, attrice bambina ebrea croata
- Kalmi Baruh, studioso ebreo bosniaco
- Laura Papo Bohoreta, scrittrice femminista ebrea bosniaca e studiosa ladina
- Sava Šumanović, pittore serbo
- Zvonimir Richtmann, scrittore croato
- Viktor Rosenzweig, poeta e comunista croato
- Ivan Korski, comunista croato
- Aleksandar Savić, comunista croato

### Sopravvissuti
- Amiel Shomrony
- Branko Lustig
- Olga Hebrang (comunista, partigiana, moglie di Andrija Hebrang - gli Ustascia uccisero 54 membri della sua famiglia ebrea e parenti ebrei)[77]
- Ester Gitman
- Isak Samokovlija

### Altri
- Diana Budisavljevic

## Aiuto dato dai croati

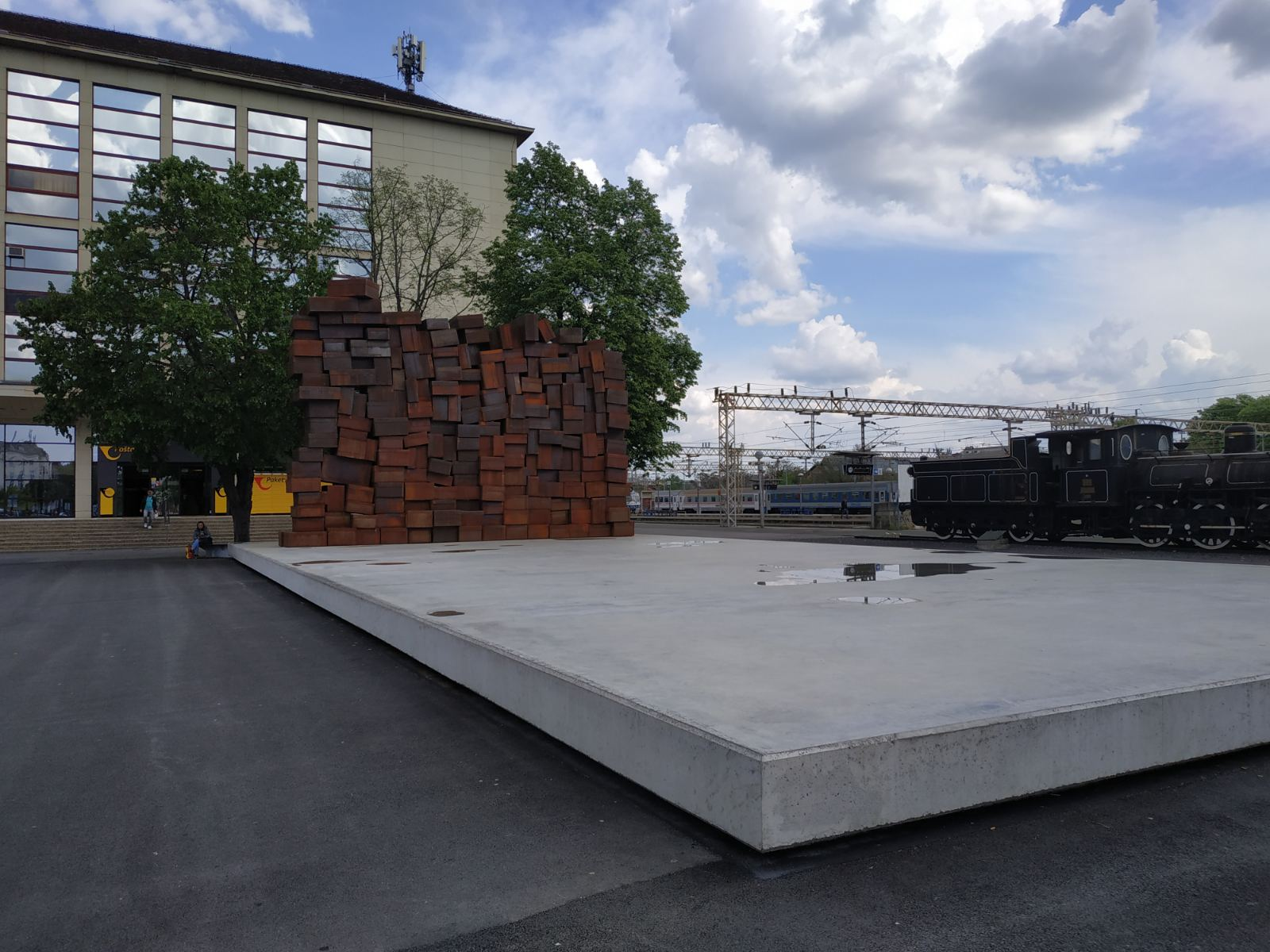
Il memoriale dedicato alle vittime dell'Olocausto e del regime di Ustascia nella stazione ferroviaria principale di Zagabria: rappresenta il bagaglio portato via dalle vittime prima che fossero trasportate nei campi di concentramento.

Oltre cento croati sono stati riconosciuti come Giusti tra le Nazioni, tra questi Žarko Dolinar e Mate Ujević. Al 1º febbraio 2019, 118 croati sono stati onorati con questo titolo da Yad Vashem per aver salvato gli ebrei durante la seconda guerra mondiale.
Tra questi, suor Amadeja Pavlović (28 gennaio 1895 – 26 novembre 1971), fu Superiora della provincia croata delle Suore della Misericordia della Santa Croce a Đakovo dal 1943 al 1955. Salvò Zdenka Grunbaum, allora una bambina di dieci anni di Osijek, mentre la famiglia fu uccisa a Đakovo. Grunbaum si trasferì in seguito in America e portò avanti l'iniziativa per far riconoscere Pavlović come Giusta tra le Nazioni: fu riconosciuta come tale da Yad Vashem nel 2008; alla cerimonia ha partecipato il presidente croato Stjepan Mesić.
Altre 47 persone provenienti dalla Bosnia ed Erzegovina sono state riconosciute come Giusti tra le Nazioni. Secondo Esther Gitman, l'arcivescovo Alojzije Stepinac salvò circa 1000 ebrei convertiti.

## Il revisionismo in Croazia
Il revisionismo e la negazione dell'Olocausto in Croazia sono stati criticati da Menachem Z. Rosensaft nel 2017 e dal rapporto sul progetto di memoria dell'Olocausto di William Echikson del 2019.
I rappresentanti delle comunità serbe ed ebraiche, insieme alle organizzazioni antifasciste, hanno boicottato la commemorazione statale in ricordo delle vittime di Jasenovac come segno di protesta contro quello che considerano un gesto di clemenza del governo nei confronti dei simpatizzanti degli Ustascia.
Nel 2018, il giornalista croato Igor Vukić ha scritto un libro sul campo di concentramento di Jasenovac intitolato Radni logor Jasenovac in cui ha avanzato la teoria secondo la quale Jasenovac era semplicemente un campo di lavoro in cui non vi fu alcun omicidio di massa. Nel fare riferimento al libro, il giornalista croato Milan Ivkošić ha scritto una colonna per il quotidiano croato Večernji list intitolata "Jasenovac ripulito dall'ideologia, dai pregiudizi e dalle falsificazioni comuniste" dove ha dichiarato che "c'era divertimento nel campo. C'erano partite sportive, in particolare di calcio, concerti, spettacoli teatrali, con brani creati dagli stessi detenuti".
Una redattrice del programma della Radiotelevisione croata, Karolina Vidović Krišto, ha presentato l'uscita del libro in un talk show, in cui avrebbe dovuto essere presente lo storico Hrvoje Klasić, ma aveva esplicitamente rifiutato l'invito a causa del negazionismo di Jasenovac, e l'istituzione ha successivamente pubblicato un disclaimer, affermando che non sostengono tali opinioni e che tutti i loro dipendenti dovrebbero svolgere il proprio lavoro in modo obiettivo e legale. Secondo quanto riferito, la Krišto è stata rimossa dal suo incarico e successivamente è entrata in politica come candidata del Movimento Patriottico di Miroslav Škoro.